# World War III: Black Gold
World War III: Black Gold – polska gra komputerowa wyprodukowana przez Reality Pump.

## Rozgrywka
World War III: Black Gold jest trójwymiarową grą strategiczną czasu rzeczywistego. W przyszłości kończą się zasoby ropy naftowej, dochodzi do wybuchu wojny pomiędzy Stanami Zjednoczonymi, Rosją i Irakiem. Dla każdego kraju przygotowano dwie kampanie składające się z pięciu misji. Gracz może dowodzić wojskami lądowymi jak i powietrznymi, podczas walk zdobywają one doświadczenie, gracz może także przejmować jednostki i budynki wroga. Amunicja jest dostarczana przez pojazdy zaopatrzenia. Gracz może z istniejących już elementów zaprojektować własny typ jednostki.